# Сомани, Приянчи
Приянчи Сомани (род. 16 ноября 1998) — индийский быстросчётчик, мировой рекордсмен. Она была самой юной участницей мирового чемпионата по вычислениям в уме 2010 года и победила в общем зачёте. Она — единственный участник, которая достигла 100 % точности вычислений, в категориях умножения и извлечения квадратного корня. Сомани — победитель конкурса «Pogo Amazing Kids Awards 2010» в номинации «гений». Её имя занесено в индийскую книгу рекордов Limca Book of Records, а также в Книгу рекордов Гиннесса.

## Биография
Приянчи Сомани, дочь бизнесмена Сатиена Сомани и Анджи Сомань, начала учиться считать в уме в 6 лет. Она училась в Высшей школе Сурат монастыря Лурд. Она также посещала школу для девочек Майо, школу-интернат для девочек в Аджмере. В 2011 году Приянчи Сомани была названа индийским Послом Мира.
Доцент кафедры психологии Стэнфордского университета включил Приянчи Сомани в свой исследовательский проект.
Приянчи Сомани участвовала в третьей ежегодной конференции Международной академии Организации Объединенных Наций, состоявшемся 20—21 февраля 2012 года в Северной Корее.

## Участие в соревнованиях
В 2006, 2007 и 2008 годы она была национальной чемпионкой по ментальной арифметике в Индии и в 2007 году был чемпионом в Малайзии. Она является победителем конкурса «Pogo Amazing Kids Awards 2010» в номинации «гений». Приянчи Сомани была почётным гостем на 16-м Mental Arithmetic International Competition 28 ноября 2010 года в Малайзии, в котором участвовали представители 43 стран. В 2014 году занесена в книгу рекордов Гиннесса.
Сомани была самым молодым участником чемпионата мира по вычислениям в уме, прошедшем в университете Магдебурга, Германия, с 5 по 7 июня 2010 года и победила в общем рейтинге. Сомани претендовала на звание среди 37 участников из 16 стран, победив в категории извлечения квадратного корня из 6-значных чисел до 8 значащих цифр с результатом 6 минут 51 секунда, заняв второе место в категории сложения (10 чисел из 10 цифр) и умножения (2 числа из 8 цифр). Она — единственный участник, который выступал с 100 % точностью, кроме того, умножение и извлечение квадратного корня на сегодняшний день во всех четырёх конкурсах чемпионата мира. Приянчи также решала 10 задач по извлечению квадратного корня с результатом 6 минут 28 секунд. По результатам чемпионата она получила звание чемпиона мира и получила путевку на Memoriad, проходивший в Турции в 2012 году.
3 января 2012 года Приянчи Сомани стала новым рекордсменом мира в извлечении квадратного корня. Она выполнила 10 задач с 6-значными числами за 2 часа 43 минуты 5 секунд. Все задачи были правильно рассчитаны до 8 значащих цифр.